# Richard Chenevix
Richard Chenevix (né en 1774 à  Ballycommon dans le comté d'Offaly, en Irlande – mort à Paris le 5 avril 1830) est un chimiste, minéralogiste et dramaturge irlandais. Il est passé à la postérité pour son cynisme et ses talents de pamphlétaire.

## Origines familiales et années de formation
Fils d'Elizabeth Arabin et du lieutenant-colonel Daniel Chenevix de la Royal Irish Artillery, son arrière-grand-père, le pasteur Philippe Chevenix, était un réfugié huguenot qui avait fui la France après la promulgation de l'Édit de Fontainebleau. Son grand-oncle et homonyme Richard était l'évêque de Waterford et Lismore.
Il s'immatricula à l'université de Glasgow en 1785, mais sans passer les examens ; mais il était déjà licencié ès arts de l'université de Dublin.
Sa sœur, Sarah Elizabeth, épousa le capitaine Hugh Tuite, de Sonna, Comté de Westmeath, qui fut par deux fois député d'Irlande. Le 4 juin 1812, Richard épousa une beauté française sur le retour, la comtesse Jeanne-Françoise de Rouault (?-1836), dont il avait fait la connaissance chez John Sebright.

## Carrière

### Initiation à l'analyse chimique
Chenevix partit pour Paris à la fin de ses études. Arrêté fin 1792, il fut détenu 15 mois pendant la Terreur ; là, il fit parmi les autres détenus la connaissance de quelques chimistes, qui ravivèrent son intérêt pour les sciences. Relaxé, il fréquenta différents instituts de la capitale française, où il se familiarisa avec l'analyse chimique. En 1798 il publiait son premier article: Analyse de quelques roches de magnésium dans les Annales de Chimie. Puis ce furent une série d'articles consacrés à ses recherches sur l'acide chlorhydrique et l'acide sulfurique, aux sels composés de plomb, de cuivre, de fer, d'arsenic, aux sulfures et aux cristaux de corindon (particulièrement les variétés précieuse, saphirs et rubis). Ces travaux, publiés dans des revues des deux côtés de la Manche, lui valurent d'être élu membre de la Royal Society en 1801. En 1802, il fit connaître à l'Angleterre la nouvelle nomenclature chimique française. Un séjour d'une année en Allemagne le mit au contact des découvertes du physicien H.-C. Œrsted et du minéralogiste Christian Samuel Weiss : il rédigea pour la Royal Society un compte-rendu détaillé de ces travaux.

### Controverse sur la nature composite des sels de palladium
En 1803, Chenevix publia dans les Philosophical Transactions de la Royal Society un article affirmant que le palladium, minéral que William Hyde Wollaston avait extrait des minerais de platine l'année précédente (et qu'il commercialisait sous un nom d'emprunt) n'était qu'un alliage de mercure et de platine. Cette « découverte » fracassante lui valut la médaille Copley. Wollaston, toujours anonymement, offrit une récompense à quiconque pourrait donner une confirmation expérimentale à l'hypothèse de Chenevix. De son côté, Chenevix, qui s'était définitivement installé à Paris, réaffirma son hypothèse dans un nouvel article. Henry Cavendish, admirateur de Wollaston, fut le seul membre de la Royal Society à s'opposer à la publication de Chenevix. Quelques mois plus tard, Wollaston annonça publiquement qu'il était l'auteur de la découverte du palladium (mais il l'avait fait savoir à la Royal Society bien avant la réception du second article de Chenevix) et décrivit comment il avait isolé l'élément palladium. Chenevix sembla ne pas lui en tenir rigueur lorsqu'ils se revirent. Plusieurs auteurs se sont demandé à quel point ce scandale avait porté atteinte à la réputation de chimiste de Chenevix auprès de lacommunauté scientifique. En 1808, Chenevix critiqua la classification minéralogique d'Abraham Werner et en 1809, il donnait sa dernière publication scientifique, consacrée à une technique de synthèse d'acétone par distillation d'acétates. The Edinburgh Review et la Foreign Quarterly Review ont publié ses communications sur les différences culturelles et économiques entre la France et l'Angleterre.

### Dernières années: phrénologie et mesmérisme
Au cours du mois de novembre 1807, il suivit passionnément les conférences de phrénologie données à Paris par Gall et Spurzheim; aussi n'est-il pas surprenant que, vingt ans plus tard (1828), il ait publié une recension critique des travaux de ces deux savants. Spurzheim en fut si impressionné qu'il fit réimprimer immédiatement cet article, avec une apostille de 12 pages.
Il fit en 1816 la connaissance à Paris de l'abbé Faria, lequel raviva son intérêt pour le magnétisme animal, qu'il avait délaissé depuis son voyage de Rotterdam en 1797. En 1828, parcourant l'Irlande, il renoua avec la pratique du mesmérisme. Chenevix a publié tout le détail de ses expériences dans une série de communications au London Medical and Physical Journal (1829).
Toujours en 1829, il donna une série de conférences et de séances de mesmérisme à Londres : elle attirèrent des praticiens aussi prestigieux que Benjamin Brodie, William Prout, Henry Holland ou John Elliotson.
Chenevix était membre de plusieurs sociétés savantes. Décédé à Paris le 5 avril 1830, et fut inhumé au Cimetière du Père-Lachaise. En hommage à ses travaux sur les arséniates ferreux du cuivre, on a donné son nom à la chenevixite.

## Publications
- Dramatic Poems : Leonora, a Tragedy; and Etha and Aidallo, a Dramatic Poem, Londres, W. Bulmer and Co, 1802 (réimpr. 2e).
- Two Plays : Mantuan Revels, a Comedy, in Five Acts; Henry the Seventh, an Historical Tragedy, in Five Acts, J. Johnson & Co., 1812 (lire en ligne)
- « On Mesmerism, Improperly Denominated Animal Magnetism », London Medical and Physical Journal, vol. 61, no 361, Mars 1829, pp.219-230; n°364,‎ juin 1829, p. 491-501 (lire en ligne); 
  - Vol.62, n°366, (août 1829), pp.114-125; n°367 (septembre 1829), pp.210-220; n°368 (octobre 1829), pp.315-324.
- Rich. Chenevix, Esq., F.R.S., &c., « Phrenology, with Notes from G. Spurzheim, M.D. of the Universities of Vienna and Paris, and Licentiate of the Royal College of Physicians of London », the Foreign Quarterly Review, Londres, Treuttel, Würtz, and Richter.,‎ 1830 (lire en ligne)
- An Essay Upon National Character : Being an Inquiry into Some of the Principal Causes Which Contribute to Form and Modify the Characters of Nations in the State of Civilisation, in Two Volumes, Londres, J. Johnson & Co., 1832: 
  - Volume=I
  - Volume=II

## Voir également
- (en) Cet article est partiellement ou en totalité issu de l’article de Wikipédia en anglais intitulé « Richard Chenevix » (voir la liste des auteurs).
- W. P. Griffith, « Part I. Rhodium and Palladium - Events Surrounding their Discoveries », Platinum Metals Review, vol. 47, no 4,‎ 2003, p. 175–183 (lire en ligne)
- Richard Chenevix, Two Plays, Londres, J. Johnson & Company, 1812 (lire en ligne)
- Richard Chenevix, An Essay Upon National Character, Londres, James Duncan, 1832 (lire en ligne)